# Ptolemaios (Antigonide)
Ptolemaios oder Polemaios (altgriechisch Πτολεμαῖος Ptolemaíos; † 309 v. Chr. auf Kos), Sohn des Ptolemaios (?), war ein makedonischer Feldherr während der Diadochenkriege des 4. vorchristlichen Jahrhunderts. Er war ein Neffe des Diadochenherrschers Antigonos Monophthalmos. Sein Bruder war vermutlich Dioskourides.
Ptolemaios verteidigte während des dritten Diadochenkrieges 313 v. Chr. für seinen Onkel die Küste Kariens. Dabei vernichtete er ein Invasionsheer des Kassander und nahm dessen Strategen gefangen. Anschließend operierte er erfolgreich am Hellespont gegen Lysimachos. Um die Position der Antigoniden in Kleinasien zu stärken, heiratete Ptolemaios die Tochter des mächtigen Tyrannen Dionysios von Herakleia.
Im Jahr 313 v. Chr. wurde Ptolemaios von seinem Onkel mit 150 Schiffen und einer starken Landstreitmacht nach Europa entsandt, wo er an der Küste Böotiens landete. Dadurch zwang er Kassander zur Aufgabe der Belagerung von Oreios. Nach der Einnahme von Oropos setzte er auf Euböa über, wo ihm die Eroberung von Chalkis, Eretria und Karystos gelang. Danach wandte er sich gegen das mit Kassander verbündete Theben, das er mit der Einnahme der Kadmeia unterwarf. Inmitten dieses Erfolges fiel 312 v. Chr. Telesphoros, ein anderer Neffe des Antigonos, von seinem Onkel ab. Bevor Telesphoros sich mit Kassander verbünden konnte und dadurch die Peloponnes an diesen verloren ging, zog Ptolemaios gegen ihn. Dabei erhielt er die Unterstützung der Bevölkerung von Elis, deren Schatz des olympischen Tempels von Telesphoros geraubt wurde. Ptolemaios konnte die Stadt schnell einnehmen und Telesphoros gefangen nehmen, anschließend gab er den Schatz an den Tempel zurück. Bis zum Ende des dritten Diadochenkrieges 311 v. Chr. hatte Ptolemaios fast das gesamte Griechenland für seinen Onkel erobert, nur Athen hielt noch zu Kassander.
Aber im Jahr 309 v. Chr. fiel auch Ptolemaios zusammen mit dem Satrapen Phoinix von seinem Onkel ab. Er hatte sich vermutlich von seinem Onkel den Peloponnes als eigenes Fürstentum erhofft, aber der gleichzeitig stattfindende Friedensschluss des Polyperchon mit Kassander dürfte dies unmöglich gemacht haben. Ptolemaios stach mit Heer und Flotte in See, wodurch Griechenland wieder an Kassander fiel. Er steuerte die Insel Kos an, die kurz zuvor von Ptolemaios dem Lagiden, dem Herrscher Ägyptens, erobert worden war, um sich mit diesem zu verbünden. Doch stattdessen wurde Ptolemaios von diesem gezwungen, den Schierlingsbecher zu trinken. Seine gesamte Streitmacht wurde in die des Lagiden eingereiht.
Um die Verluste in Griechenland wieder wettzumachen, entsandte Antigonos zwei Jahre später seinen Sohn Demetrios Poliorketes nach Europa.